# Катастрофа Fokker F28 в Мурдейке
Катастрофа Fokker F28 в Мурдейке — авиационная катастрофа, произошедшая 6 октября 1981 года. Авиалайнер Fokker F28-4000 Fellowship авиакомпании NLM CityHopper совершал плановый рейс HN431 по маршруту Роттердам—Эйндховен—Гамбург, но через 8 минут после взлёта попал в смерч, где подвергся сильным перегрузкам, частично разрушился, потерял управление и рухнул на землю на окраине Мурдейка и в 24 километрах к юго-востоку от аэропорта Роттердама. В катастрофе погибли 18 человек — все находившиеся на борту самолёта 17 человек (13 пассажиров и 4 члена экипажа) и 1 человек на земле.

## Самолёт
Fokker F28-4000 Fellowship (регистрационный номер PH-CHI, серийный 11141) был выпущен в 1979 году (первый полёт совершил 12 января). 23 марта того же года был передан авиакомпании NLM CityHopper, в которой получил имя Eindhoven. Оснащён двумя турбореактивными двигателями Rolls-Royce Spey 555-15P. На день катастрофы совершил 5997 циклов «взлёт-посадка» и налетал 4485 часов.

## Экипаж и пассажиры
Состав экипажа рейса HN431 был таким:
- Командир воздушного судна (КВС) — 33-летний Йозеф Вернер (нидерл. Jozef Werner). Опытный пилот, проработал в авиакомпании NLM CityHopper 10 лет и 7 месяцев (с 15 февраля 1971 года). Управлял самолётом McDonnell Douglas DC-9. В должности командира Fokker F28 — с 18 декабря 1980 года. Налетал свыше 4900 часов, 309 из них на Fokker F28.
- Второй пилот — 28-летний Хендрик Схорл (нидерл. Hendrik Schoorl). Опытный пилот, проработал в авиакомпании NLM CityHopper 3 года и 8 месяцев (с 1 февраля 1978 года). В должности второго пилота Fokker F28 — с 28 мая 1975 года. Налетал 2971 час, 2688 из них на Fokker F28.

В салоне самолёта работали две стюардессы:
- Каролине Сварт (нидерл. Caroline Swart), 21 год.
- Саския ван Эйк (нидерл. Saskia van Eyk), 21 год.

| Гражданство    | Пассажиры | Экипаж | Всего |
| -------------- | --------- | ------ | ----- |
| Нидерланды     | 1         | 4      | 5     |
| ФРГ            | 9         | 0      | 9     |
| Великобритания | 2         | 0      | 2     |
| Не указано     | 1         | 0      | 1     |
| Всего          | 13        | 4      | 17    |

## Катастрофа
Во время предполётного брифинга за 44 минуты до вылета экипаж был оповещён о грозовых облаках к югу и востоку от Роттердама. Рейс HN431 вылетел из Роттердама в 17:04 CEST. В 17:09 экипаж заметил на метеонавигационном локаторе сильные дожди и грозу, после чего (после запроса) получил разрешение на облёт опасной зоны. Стараясь пройти между двумя эпицентрами грозового фронта, лайнер взял курс на юг.
В 17:12 CEST, пролетая сквозь плотную облачность, на высоте примерно 900 метров рейс 431 попал в смерч, накануне причинивший существенный ущерб постройкам и имуществу в Зеландии. Из-за мощных вертикальных порывов планер самолёта подвергся перегрузкам от +6,8 до −3,2 g (это превышало расчётные пределы прочности, допускавшие перегрузку в 4 g), которые привели к отделению правой консоли крыла. Потерявший управление лайнер свалился в штопор и спустя несколько секунд в перевёрнутом положении врезался в железнодорожную насыпь примерно в 400 метрах от химического завода «Shell» на юго-восточной окраине Мурдейка в 2 километрах от города. В результате столкновения с землёй лайнер полностью разрушился, все 13 пассажиров и 4 члена экипажа на его борту погибли.
Свидетелем катастрофы стал местный полицейский, сфотографировавший смерч, и затем дым над местом катастрофы. У одного из пожарных, прибывших на место катастрофы (49-летнего Йоса де Йонга (нидерл. Jos de Jong)), случился сердечный приступ, в результате которого он скончался.

## Расследование
Расследование причин катастрофы рейса HN431 проводил Совет по безопасности Нидерландов (DSB).
Окончательный отчёт расследования был опубликован в январе 1983 года.
Согласно отчёту, резкое возрастание высоты, зарегистрированное параметрическим самописцем, в реальности было вызвано падением давления из-за попадания внутрь смерча.
Основной причиной катастрофы было названо разрушение планера вследствие сильных перегрузок.